# Kanton Le Châtelet-en-Brie
Kanton Le Châtelet-en-Brie is een voormalig kanton van het Franse departement Seine-et-Marne. Het kanton maakte deel uit van het arrondissement Arrondissement Melun.
 Het werd opgeheven bij decreet van 18 februari 2014 met uitwerking in maart 2015.

## Gemeenten
Het kanton Le Châtelet-en-Brie omvatte de volgende gemeenten:
- Blandy
- Chartrettes
- Le Châtelet-en-Brie (hoofdplaats)
- Châtillon-la-Borde
- Échouboulains
- Les Écrennes
- Féricy
- Fontaine-le-Port
- Machault
- Moisenay
- Pamfou
- Sivry-Courtry
- Valence-en-Brie